# Armand Parent
Pour les articles homonymes, voir Parent.
Armand Parent (né à Liège le 5 février 1863, décédé à Paris le 19 janvier 1934) est un violoniste et compositeur belge.

## Biographie
Armand Parent est un élève de Désiré Heynberg (de) (1831-1897) et de L. Massart pour le violon et de Sylvain Dupuis pour l'harmonie au Conservatoire de Liège. Il vient à Paris pour être violon solo de l'Orchestre Colonne (1883-1889). En 1900, il devient professeur de violon à la Schola Cantorum. En 1892, il fonde le Quatuor Parent qui comprend Loiseau 2e violon, Maurice Vieux alto et Louis Fournier violoncelle. Il a créé le 27 janvier 1900 à la Société nationale de musique le Quatuor à cordes op. 35 d'Ernest Chausson. De même le 3 février 1905, il a créé avec le compositeur au piano la Sonate pour piano et violon de Vincent d'Indy, sonate dont il est le dédicataire.
Il est le dédicataire de divers morceaux : la Suite, op. 62 pour violon, piano (1897) de Laura Netzel, le Trio avec piano (1914) de Jean Cras, le Scherzo-fantaisie pour harpe et violon d'Henriette Renié, la Suite ancienne, op. 55 (1933) d'Emmanuel Rhené-Baton, la Fantasia appassionata, op. 53 (1905) d'Émile Jaques-Dalcroze, la Sonate pour violon et piano  (1912) de Paul Dupin, le Trio avec Piano, op. 1 (1920) de Victor Vreuls.

## Œuvres
- 2 Quatuors à cordes
- Quintette à cordes
- Sonate pour violon et piano

Ouvrages pédagogiques
- Gymnastique du violon
- Vingt études de virtuosité
- Études de violon
- Exercices pour le violon d'après les 17 quatuors de Beethoven
- Méthode complète en cinq parties